# Jacob Vierthaler
Jacob Vierthaler (am 24. Juli 1720 in Mauerkirchen getauft; † 13. Jänner 1778 ebendort) war ein österreichischer Stuckateur und Maurermeister.

## Leben
Jacob Vierthaler wurde als fünftes Kind des Stuckateurs Johann Michael Vierthaler (um 1685–1743) bzw. erstes Kind aus der zweiten Ehe geboren, welche mit Maria Eva geborene Hagn (1687–1764) am 7. August 1719 geschlossen wurde. Der Vater Michael Hagn von Maria Eva war ein Färber.
Jacob Vierthaler war wohl als Geselle auf Wanderschaft und heiratete am 18. Jänner 1751 in Mauerkirchen Anna Maria geborene Benner, Tochter vom Wirt Bennoris Benner in Neuötting. Nach 20-jähriger Ehe mit 11 Geburten verstarb 1771 Anna Maria. Jacob heiratete 55-jährig seine zweite Ehefrau Theresia geborene Wismayr am 2. Mai 1775 in Mauerkirchen, sie bekamen eine Tochter, welche jedoch jung verstarb.
Aus erster Ehe stammen Joseph Vierthaler (1755–1801), Domdechant und Stadtpfarrer in Linz, und Franz Michael Vierthaler (1758–1827), Pädagoge und Schulreformer in Salzburg und Wien.
Jacob übernahm wohl die Werkstatt seines Vaters Johann Michael Vierthaler. Er war zuerst Stuckateur und wurde später auch Maurermeister. Er schuf die Stuckarbeiten in der gotischen Wallfahrtskirche Gstaig bei Feldkirchen bei Mattighofen, alle weiteren Arbeiten sind nicht dokumentiert und liegen im Dunkeln.